# Richard Shepard
Richard Shepard (* 1965 in New York City) ist ein US-amerikanischer Film- und Fernsehregisseur, der für seine schwarzen Komödien bekannt ist. Für viele seiner Filmproduktionen verfasste er auch das Drehbuch.
Er brach sein Studium an der New Yorker Filmhochschule ab. Seit 1990 tritt er als Regisseur in Erscheinung und war seither an mehr als 30 Produktionen beteiligt. Shepard gewann 2007 den Emmy und den Directors Guild of America Award für den Pilotfilm zu Ugly Betty. 2013 entstand Dom Hemingway mit Jude Law in der Titelrolle, Produzent ist Jeremy Thomas.

## Filmografie (Auswahl)
- 1990: Cool Blue
- 1991: The Linguini Incident
- 1995: Entführung ohne Gnade (Mercy)
- 1999: Oxygen
- 2000: Mexico City
- 2005: Mord und Margaritas (The Matador)
- 2005–2010: Criminal Minds (2 Episoden)
- 2006: Ugly Betty (Fernsehserie)
- 2007: Hunting Party – Wenn der Jäger zum Gejagten wird (The Hunting Party)
- 2008: 30 Rock (Fernsehserie)
- 2009: I Knew It Was You: Rediscovering John Cazale (Kurzfilm)
- 2011: Ringer (Fernsehserie)
- 2012–2017: Girls (Fernsehserie)
- 2013: Dom Hemingway
- 2018: The Perfection